# Gabriel Alomar i Villalonga
Gabriel Alomar i Villalonga (Palma, 7 d'octubre de 1873 - El Caire, 7 d'agost de 1941) fou un poeta, prosista i assagista mallorquí, molt relacionat amb el moviment artístic català del modernisme tot i que en feu una interpretació molt personal. Va ser un llibertari d'esquerres actiu, especialment a Barcelona, des dels primers anys del segle xx fins a la seva mort a l'exili.

## Biografia

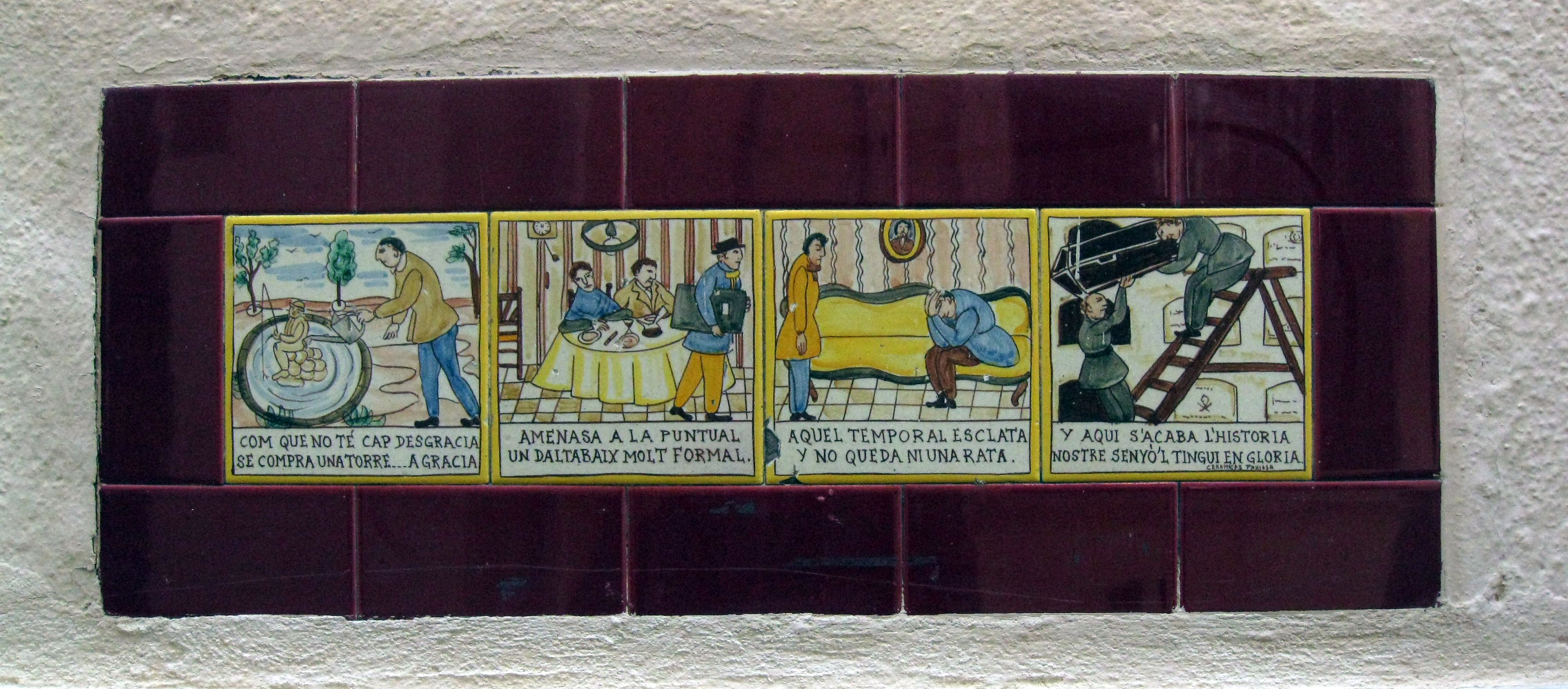
Rodolins de Gabriel Alomar per a L'auca del senyor Esteve de Santiago Rusiñol, al carrer Cremat de Terrassa, amb el passatge sobre la fi del senyor Esteve. Els dibuixos són de Ramon Casas.

Alomar va néixer i va créixer a Mallorca, dins una societat molt conservadora. El seu pare era buròcrata i la família es va establir a diverses ciutats durant la seva infantesa. El 1888, després d'acabar els seus estudis a Palma, se'n va anar a la Universitat de Barcelona per llicenciar-se en Filosofia i Lletres el 1896. Allí també es convertiria en periodista de la premsa barcelonina i va publicar els seus primers poemes, que la crítica Josephine de Boer va catalogar com a parnassianista.
Es va involucrar també en el moviment catalanista i el corrent literari del noucentisme, amb influències poètiques de Gabriele d'Annunzio i Giosuè Carducci. Col·laborà a nombrosos diaris, com El Poble Català (1904-1906), que va ajudar a impulsar, i El Imparcial. En el primer hi va publicar diversos articles sobre el liberalisme català on exposava la idea de vincular el nacionalisme amb la modernització social, tot ressaltant el paper de les ciutats com a agents suprems de la civilització, i on va rebutjar sempre el tradicionalisme i el ruralisme. El 1910 va escriure Negacions i afirmacions del catalanisme on va tornar a exposar el projecte d'un catalanisme obrerista que superés tant el regionalisme i l'elitisme burgès de la Lliga Regionalista com el nacionalisme de les classes mitjanes. De fet va teoritzar que el catalanisme i el socialisme eren dos pols d'una mateixa esfera, tot i que Alomar es movia entre entitats més aviat republicanes que socialistes.
Treballà com a catedràtic de l'Institut de Palma, on fou mestre de Bartomeu Rosselló-Pòrcel. També fou amic de Joan Mascaró i Fornés, Carles Pi i Sunyer i Indalecio Prieto. Va ser professor a l'Institut Ramon Muntaner. El 1918 fou nomenat membre corresponent de l'Institut d'Estudis Catalans.
Políticament, va formar part del Bloc Republicà Autonomista (1915-1916), del Partit Republicà Català i, posteriorment, fou un dels fundadors de la Unió Socialista de Catalunya (USC), partit del qual en va esdevenir president. Amb el desenvolupament de la Primera Guerra Mundial, va prendre una postura francòfila, tot i que inicialment s'havia postulat per la neutralitat.
A les eleccions generals espanyoles de 1931 fou elegit diputat per partida doble, per ERC-USC per Barcelona, i per Balears per la Conjunció Radical Socialista (Partit Republicà Radical Socialista). Amb relació a l'Avantprojecte d'Estatut d'Autonomia de les Illes Balears de 1931, havia defensat la integració de les Illes Balears dins l'autonomia catalana per diverses raons com el dèficit de tradició política insular, l'estreta relació històrica i cultural amb Catalunya i la impossibilitat de federar les dues regions com proclamava l'article 13 de la Constitució de la República. Fou expulsat de la USC per alinear-se amb Marcel·lí Domingo i demanar a Francesc Macià que ajornés el tema de l'estatut. El 1932 (1933?) fou nomenat ambaixador de la Segona República Espanyola a Itàlia però el 1934 va renunciar.
L'esclat de la Guerra Civil el va sorprendre a Madrid amb el seu fill Víctor, director d'El Obrero Balear, mentre el seu fill, el periodista Joan Alomar Cifre, era empresonat pels franquistes a Mallorca. El polític Antoni Maria Sbert li oferí allotjament a la Residència d'Estudiants de la Universitat Industrial de Barcelona. Signà el Manifest d'adhesió dels intel·lectuals mallorquins amb la cultura de Catalunya i el Manifest dels Intel·lectuals Catalans a favor de la República. El setembre de 1936 fou proposat com a ambaixador a Romania, però no van respondre al placet. Per gestions del seu amic Lluís Nicolau d'Olwer, fou nomenat encarregat de negocis al Caire el setembre de 1937 i es mantingué a l'ambaixada fins a la fi de la guerra. Allí ajudà als republicans exiliats. En acabar la guerra treballà de professor i col·laborà a Le Journal d'Egypte.
El 2015 fou nomenat fill predilecte pel Consell Insular de Mallorca. Amb motiu del 80è aniversari de la mort d'Alomà, l'Ajuntament de Palma acollí un acte d'homenatge a la seva figura destacant «la vigència intel·lectual de molts dels principis que va defensar una persona nascuda en el segle xix, com els postulat nacionals i de transformació social».

## Obra

### Poesia
- La columna de foc. Barcelona: Antoni López, 1911.[9]
- Rodolins de L'auca del Sr. Esteve. Barcelona: Antoni López, 1917.
- Els poetes d'ara. Barcelona: Impremta "OMEGA", 1924.
- Antologia poètica. Palma: Moll, 1987.

### Prosa
- Un poble que's mor. Tot passant. Barcelona: Biblioteca Popular "L'Avenç", 1904.
- El sorbo del heroismo. Madrid: Publicaciones Prensa Gráfica, 1923.

### Crítica literària i assaig
- El futurisme. Barcelona: L'Avenç, 1905.
- L'escola filosòfica del catalanisme. 1907.
- Liberalisme i catalanisme. 1908.
- De poetisació. Barcelona: Antoni López, 1908?.
- Negacions i afirmacions del catalanisme. Barcelona: Antoni López, 1910?.
- Catalanisme socialista. Barcelona: Antoni López, 1911?.
- La pena de mort. Barcelona: Biblioteca de la "Revista de Catalunya", 1912.
- La guerra a través de un alma. Madrid: Renacimiento, 1917.
- El frente espiritual. Tortosa: Casa Editorial Monclús, 1918.
- Verba. Madrid: Biblioteca Nueva, 1919.
- La formación de si mismo. Madrid: Rafael Caro Raggio, 1920.
- La política idealista. Barcelona: Minerva, 1923.
- Republicanisme, catalanisme i socialisme. Manresa: Tigre de Paper / Lo Diable Gros, 2021.[10]

### Discografia
- Raixa. Madrid: World Muxxic Records, 2001.

### Obres completes
- I. Articles inicials. Una vila que es mor (1905). Palma: Consell de Mallorca / Sa Nostra / Moll, 2004.
- II. El futurisme. Articles d'El Poble Català (1904-1906). Palma: Consell de Mallorca / Sa Nostra / Moll, 2000.
- III. Sportula (Articles del Poble Català) (1907-1908). Palma: Consell de Mallorca / Sa Nostra / Moll, 2001.
- IV. Articles del Poble Català (1907-1908). Palma: Consell de Mallorca / Sa Nostra / Moll.
- V. Articles del Poble Català (1909-1910). Palma: Consell de Mallorca / Sa Nostra / Moll.
- VI. Articles a La Veu de Catalunya. Articles a El Poble Català. La pena de mort i altres assaigs. Palma: Consell de Mallorca / Sa Nostra / Moll.[11]
- VII. Articles a l’Esquella de la Torratxa, l’Almanac de l’Esquella de la Torratxa i la Campana de Gràcia. Palma: Consell de Mallorca / Sa Nostra / Moll

## Patrimoni Literari
Gabriel Alomar fou un intel·lectual que residí en diferents llocs al llarg de la seva vida. Amb tot, la seva terra natal, Palma, el recorda amb una avinguda. La terra d'origen és important en la seva obra perquè és on s'inicià literàriament amb articles costumistes a La Roqueta, amb el pseudònim Biel de la Mel.
La seva etapa periodística en canvi està molt lligada a Barcelona col·laborant a La Almudaina i En Figuera. Però més enllà del seu entorn proper, els seus textos es van inspirar en llocs més llunyans com l'Alger i el nord d'Àfrica amenaçat pel colonialisme que s'evoquen a la major part de la seva obra assagística: Un poble que es mor i Tot passant en són exemples (1904). Madrid també va poder gaudir dels seus textos, on era conegut per articles a la premsa de manera continuada i valorat com un destacat publicista liberal. Després de viure temporalment a Gijón, Figueres, novament a Mallorca i Itàlia, llocs des dels quals continuà publicant a diferents diaris i ensenyant en diferents institucions, acabà al Caire, és on escriví a Le Journal d'Égypte, amb el pseudònim d'Albert de Beaurocher. Les despulles de Gabriel Alomar no tornarien a Mallorca fins al 1977.
El seu llegat es recorda de diferents maneres; la primera, ja esmentada, amb l'avinguda Gabriel Alomar de Palma, la segona, un dels premis 31 de Desembre de l'Obra Cultural Balear duu el seu nom i, per acabar, un agrupament d'escolta d'Establiments duu el seu nom, tot commemorant l'excel·lent obra d'un dels escriptors més importants de la literatura catalana.